# Majorstuen Station
Majorstuen Station (Majorstuen stasjon) er en metrostation på T-banen i Oslo. Stationen ligger bag Majorstuhuset i Majorstuen i Frogner, 47,7 meter over havet.
Stationen ligger ved den vestlige ende af Fellestunnelen, hvor T-banen deler sig i Sognsvannsbanen, Holmenkollbanen og Røabanen. Desuden er der en række sporvogns- og buslinjer, der stopper eller ender ved stationen, der er det næststørste knudepunkt for kollektiv trafik i Oslo med ca. 30 mio. passagerer om året.

## Historie
Stationen åbnede i 1898 som endestation for Holmenkollbanen. I 1912 kom den nuværende Røabanen til. I 1928 forlængedes de som undergrundsbane til Nationaltheatret Station. På et tidspunkt under byggeriet faldt tunnelen sammen ikke langt fra Majorstuen. Her valgte man at oprette Valkyrie plass Station, der var i brug indtil 1985.
Den oprindelige stationsbygning på Majorstuen blev opført i 1916, da Holmenkollbanen blev forlænget til Frognerseteren. Den var tegnet af Erik Glosimodt, der også stod for en række andre stationsbygninger og læskure på Holmenkollbanen. Den havde to indgange, en for Holmenkollbanen og en for Røabanen. Da arbejdet med undergrundsbanen startede, rev man stationsbygningen ned, og i stedet opførtes det nuværende Majorstuhuset i 1930 efter tegninger af Kristofer Lange.

## Udformning
Majorstuen Station er i øst forbundet med Fellestunnelen og i vest med Sognsvannsbanen (længere ude forbundet med T-baneringen), Holmenkollbanen og Røabanen (længere ude forbundet med Kolsåsbanen).
Stationen har tre perroner. De to hovedperroner ligger på hver sin side af dobbeltsporet fra tunnelen. På den anden side af perronen for vestgående tog er der en tredje perron for tog, der ender på Majorstuen. Den bruges dog kun af få tog, typisk tidligt om morgenen eller sent om aftenen, og kan kun bruges af tog med to vogne. Fra 2002 til 2004 var Majorstuen endestation for tog på Holmenkollbanen, og togene endte da ved denne perron. På perronen for vestgående tog er der også en Narvesen-kiosk, den eneste kiosk på T-banen indenfor det område, hvor man skal have billet.
Foran Majorstuhuset ligger der en endestation for tre sporvognslinjer. Desuden har flere buslinjer endestation eller stoppested ved stationen.
Der har længe været forslag fremme om at flytte stationen ned under jorden og længere mod øst, dvs. nærmere den nedlagte Valkyrie plass Station. Den primære begrundelse er, at det vil forenkle skift til tog og bus og gøre det mere trygt end nu, hvor området er præget af meget trafik. En ombygning ventes at koste 2,3 mia. NOK.